# Phalacrus aethiops
Phalacrus aethiops là một loài bọ cánh cứng trong họ Phalacridae. Loài này được Gerstaecker miêu tả khoa học năm 1871.